# Николай Маврогени
Николай Маврогени (на гръцки: Νικόλαος Μαυρογένης, Николаос Маврогенис, на румънски: Nicolae Mavrogheni‎‎, Николае Маврогени) е първият княз на Влашко, който не произхожда от фанариотско семейство. Етнически грък родом от Парос, прачичо на Мандо Маврогенус.